# Medagliati olimpici nel ciclismo femminile
Elenco delle vincitrici di medaglia olimpica nel ciclismo, dalla prima edizione a Los Angeles 1984, occasione in cui venne assegnato unicamente il titolo in linea su strada.  
Il programma è negli anni cresciuto, e al 2016 vengono assegnati due titoli nel ciclismo su strada, cinque nel ciclismo su pista, uno nel mountain biking e uno nella BMX. 

## Albo d'oro

### Ciclismo su strada

#### Corsa in linea
| Edizione                                                     | Oro                                                          | Argento                                      | Bronzo                                       |
| ------------------------------------------------------------ | ------------------------------------------------------------ | -------------------------------------------- | -------------------------------------------- |
| Los Angeles 1984                                             | Connie Carpenter                                             | Rebecca Twigg                                | Sandra Schumacher                            |
| Seul 1988                                                    | Monique Knol                                                 | Jutta Niehaus                                | Laima Zilporytė                              |
| Barcellona 1992                                              | Kathy Watt                                                   | Jeannie Longo                                | Monique Knol                                 |
| Atlanta 1996                                                 | Jeannie Longo                                                | Imelda Chiappa                               | Clara Hughes                                 |
| Sydney 2000                                                  | Leontien van Moorsel                                         | Hanka Kupfernagel                            | Diana Žiliūtė                                |
| Atene 2004                                                   | Sara Carrigan                                                | Judith Arndt                                 | Ol'ga Sljusareva                             |
| Pechino 2008                                                 | Nicole Cooke                                                 | Emma Johansson                               | Tatiana Guderzo                              |
| Londra 2012                                                  | Marianne Vos                                                 | Elizabeth Armitstead                         | Ol'ga Zabelinskaja                           |
| Rio de Janeiro 2016                                          | Anna van der Breggen                                         | Emma Johansson                               | Elisa Longo Borghini                         |
| Tokyo 2020                                                   | Anna Kiesenhofer                                             | Annemiek van Vleuten                         | Elisa Longo Borghini                         |
| Parigi 2024                                                  | Kristen Faulkner                                             | Marianne Vos                                 | Lotte Kopecky                                |
| Atleta meglio premiato: Jeannie Longo e Marianne Vos (1/1/0) | Atleta meglio premiato: Jeannie Longo e Marianne Vos (1/1/0) | Nazione meglio premiata: Paesi Bassi (4/2/1) | Nazione meglio premiata: Paesi Bassi (4/2/1) |

#### Cronometro
| Edizione                                          | Oro                                               | Argento                                      | Bronzo                                       |
| ------------------------------------------------- | ------------------------------------------------- | -------------------------------------------- | -------------------------------------------- |
| Atlanta 1996                                      | Zul'fija Zabirova                                 | Jeannie Longo                                | Clara Hughes                                 |
| Sydney 2000                                       | Leontien van Moorsel                              | Mari Holden                                  | Jeannie Longo                                |
| Atene 2004                                        | Leontien van Moorsel                              | Deirdre Demet Barry                          | Karin Thürig                                 |
| Pechino 2008                                      | Kristin Armstrong                                 | Emma Pooley                                  | Karin Thürig                                 |
| Londra 2012                                       | Kristin Armstrong                                 | Judith Arndt                                 | Ol'ga Zabelinskaja                           |
| Rio de Janeiro 2016                               | Kristin Armstrong                                 | Ol'ga Zabelinskaja                           | Anna van der Breggen                         |
| Tokyo 2020                                        | Annemiek van Vleuten                              | Marlen Reusser                               | Anna van der Breggen                         |
| Parigi 2024                                       | Grace Brown                                       | Anna Henderson                               | Chloe Dygert                                 |
| Atleta meglio premiato: Kristin Armstrong (3/0/0) | Atleta meglio premiato: Kristin Armstrong (3/0/0) | Nazione meglio premiata: Stati Uniti (3/2/1) | Nazione meglio premiata: Stati Uniti (3/2/1) |

### Ciclismo su pista

#### Velocità
| Edizione                                                          | Oro                                                               | Argento                                           | Bronzo                                            |
| ----------------------------------------------------------------- | ----------------------------------------------------------------- | ------------------------------------------------- | ------------------------------------------------- |
| Seul 1988                                                         | Erika Salumäe                                                     | Christa Luding                                    | Connie Paraskevin-Young                           |
| Barcellona 1992                                                   | Erika Salumäe                                                     | Annett Neumann                                    | Ingrid Haringa                                    |
| Atlanta 1996                                                      | Félicia Ballanger                                                 | Michelle Ferris                                   | Ingrid Haringa                                    |
| Sydney 2000                                                       | Félicia Ballanger                                                 | Oksana Grišina                                    | Iryna Janovyč                                     |
| Atene 2004                                                        | Lori-Ann Muenzer                                                  | Tamilla Abasova                                   | Anna Meares                                       |
| Pechino 2008                                                      | Victoria Pendleton                                                | Anna Meares                                       | Guo Shuang                                        |
| Londra 2012                                                       | Anna Meares                                                       | Victoria Pendleton                                | Guo Shuang                                        |
| Rio de Janeiro 2016                                               | Kristina Vogel                                                    | Rebecca James                                     | Katy Marchant                                     |
| Tokyo 2020                                                        | Kelsey Mitchell                                                   | Olena Starikova                                   | Lee Wai-sze                                       |
| Parigi 2024                                                       | Ellesse Andrews                                                   | Lea Friedrich                                     | Emma Finucane                                     |
| Atleta meglio premiato: Erika Salumäe e Félicia Ballanger (2/0/0) | Atleta meglio premiato: Erika Salumäe e Félicia Ballanger (2/0/0) | Nazione meglio premiata: Francia e Canada (2/0/0) | Nazione meglio premiata: Francia e Canada (2/0/0) |

#### Keirin
| Edizione                                        | Oro                                             | Argento                                      | Bronzo                                       |
| ----------------------------------------------- | ----------------------------------------------- | -------------------------------------------- | -------------------------------------------- |
| Londra 2012                                     | Victoria Pendleton                              | Guo Shuang                                   | Lee Wai-sze                                  |
| Rio de Janeiro 2016                             | Elis Ligtlee                                    | Rebecca James                                | Anna Meares                                  |
| Tokyo 2020                                      | Shanne Braspennincx                             | Ellesse Andrews                              | Lauriane Genest                              |
| Parigi 2024                                     | Ellesse Andrews                                 | Hetty van de Wouw                            | Emma Finucane                                |
| Atleta meglio premiato: Ellesse Andrews (1/1/0) | Atleta meglio premiato: Ellesse Andrews (1/1/0) | Nazione meglio premiata: Paesi Bassi (2/1/0) | Nazione meglio premiata: Paesi Bassi (2/1/0) |

#### Velocità a squadre
| Edizione                                      | Oro                                                         | Argento                                                       | Bronzo                                                 |
| --------------------------------------------- | ----------------------------------------------------------- | ------------------------------------------------------------- | ------------------------------------------------------ |
| Londra 2012                                   | Germania Kristina Vogel - Miriam Welte                      | Cina Gong Jinjie - Guo Shuang                                 | Australia Kaarle McCulloch - Anna Meares               |
| Rio de Janeiro 2016                           | Cina Gong Jinjie - Zhong Tianshi                            | Russia Dar'ja Šmelëva - Anastasija Vojnova                    | Germania Miriam Welte - Kristina Vogel                 |
| Tokyo 2020                                    | Cina Bao Shanju - Zhong Tianshi                             | Germania Lea Friedrich - Emma Hinze                           | ROC Dar'ja Šmelëva - Anastasija Vojnova                |
| Parigi 2024                                   | Regno Unito Emma Finucane - Sophie Capewell - Katy Marchant | Nuova Zelanda Ellesse Andrews - Shaane Fulton - Rebecca Petch | Germania Emma Hinze - Pauline Grabosch - Lea Friedrich |
| Atleta meglio premiato: Zhong Tianshi (2/0/0) | Atleta meglio premiato: Zhong Tianshi (2/0/0)               | Nazione meglio premiata: Cina (2/1/0)                         | Nazione meglio premiata: Cina (2/1/0)                  |

#### Inseguimento a squadre
| Edizione                                    | Oro                                                                     | Argento                                                                | Bronzo                                                                |
| ------------------------------------------- | ----------------------------------------------------------------------- | ---------------------------------------------------------------------- | --------------------------------------------------------------------- |
| Londra 2012                                 | Gran BretagnaDanielle King Joanna Rowsell Laura Trott                   | Stati UnitiDotsie Bausch Sarah Hammer Lauren Tamayo Jennie Reed        | CanadaGillian Carleton Jasmin Glaesser Tara Whitten                   |
| Rio de Janeiro 2016                         | Gran BretagnaKatie Archibald Laura Trott Elinor Barker Joanna Rowsell   | Stati UnitiSarah Hammer Kelly Catlin Chloe Dygert Jennifer Valente     | CanadaAllison Beveridge Jasmin Glaesser Kirsti Lay Georgia Simmerling |
| Tokyo 2020                                  | GermaniaFranziska Brauße Lisa Brennauer Lisa Klein Mieke Kröger         | Gran BretagnaKatie Archibald Laura Trott-Kenny Neah Evans Josie Knight | Stati UnitiChloe Dygert Megan Jastrab Jennifer Valente Emma White     |
| Parigi 2024                                 | Stati UnitiChloe Dygert Jennifer Valente Kristen Faulkner Lily Williams | Nuova ZelandaAlly Wollaston Bryony Botha Emily Shearman Nicole Shields | Gran BretagnaElinor Barker Josie Knight Anna Morris Jessica Roberts   |
| Atleta meglio premiato: Laura Trott (2/1/0) | Atleta meglio premiato: Laura Trott (2/1/0)                             | Nazione meglio premiata: Gran Bretagna (2/1/1)                         | Nazione meglio premiata: Gran Bretagna (2/1/1)                        |

#### Omnium
| Edizione                                                       | Oro                                                            | Argento                                      | Bronzo                                       |
| -------------------------------------------------------------- | -------------------------------------------------------------- | -------------------------------------------- | -------------------------------------------- |
| Londra 2012                                                    | Laura Trott                                                    | Sarah Hammer                                 | Annette Edmondson                            |
| Rio de Janeiro 2016                                            | Laura Trott                                                    | Sarah Hammer                                 | Jolien D'Hoore                               |
| Tokyo 2020                                                     | Jennifer Valente                                               | Yumi Kajihara                                | Kirsten Wild                                 |
| Parigi 2024                                                    | Jennifer Valente                                               | Daria Pikulik                                | Ally Wollaston                               |
| Atleta meglio premiato: Laura Trott e Jennifer Valente (2/0/0) | Atleta meglio premiato: Laura Trott e Jennifer Valente (2/0/0) | Nazione meglio premiata: Stati Uniti (2/2/0) | Nazione meglio premiata: Stati Uniti (2/2/0) |

#### Americana
| Edizione                | Oro                                               | Argento                                        | Bronzo                                          |
| ----------------------- | ------------------------------------------------- | ---------------------------------------------- | ----------------------------------------------- |
| Tokyo 2020              | Gran Bretagna Katie Archibald - Laura Trott-Kenny | Danimarca Amalie Dideriksen - Julie Leth       | ROC Gulnaz Khatuntseva - Marija Novolodskaja    |
| Parigi 2024             | Italia Chiara Consonni - Vittoria Guazzini        | Gran Bretagna Neah Evans - Elinor Barker       | Paesi Bassi Maike van der Duin - Lisa van Belle |
| Atleta meglio premiato: | Atleta meglio premiato:                           | Nazione meglio premiata: Gran Bretagna (1/1/0) | Nazione meglio premiata: Gran Bretagna (1/1/0)  |

#### Eventi non più in programma

##### Cronometro
| Edizione                | Oro                     | Argento                                    | Bronzo                                     |
| ----------------------- | ----------------------- | ------------------------------------------ | ------------------------------------------ |
| Sydney 2000             | Félicia Ballanger       | Michelle Ferris                            | Jiang Cuihua                               |
| Atene 2004              | Anna Meares             | Jiang Yonghua                              | Natallja Cylinskaja                        |
| Atleta meglio premiato: | Atleta meglio premiato: | Nazione meglio premiata: Australia (1/1/0) | Nazione meglio premiata: Australia (1/1/0) |

##### Inseguimento individuale
| Edizione                                             | Oro                                                  | Argento                                        | Bronzo                                         |
| ---------------------------------------------------- | ---------------------------------------------------- | ---------------------------------------------- | ---------------------------------------------- |
| Barcellona 1992                                      | Petra Rossner                                        | Kathy Watt                                     | Rebecca Twigg                                  |
| Atlanta 1996                                         | Antonella Bellutti                                   | Marion Clignet                                 | Judith Arndt                                   |
| Sydney 2000                                          | Leontien van Moorsel                                 | Marion Clignet                                 | Yvonne McGregor                                |
| Atene 2004                                           | Sarah Ulmer                                          | Katie MacTier                                  | Leontien van Moorsel                           |
| Pechino 2008                                         | Rebecca Romero                                       | Wendy Houvenaghel                              | Lesja Kalitovs'ka                              |
| Atleta meglio premiato: Leontien van Moorsel (1/0/1) | Atleta meglio premiato: Leontien van Moorsel (1/0/1) | Nazione meglio premiata: Gran Bretagna (1/1/1) | Nazione meglio premiata: Gran Bretagna (1/1/1) |

##### Corsa a punti
| Edizione                                         | Oro                                              | Argento                                      | Bronzo                                       |
| ------------------------------------------------ | ------------------------------------------------ | -------------------------------------------- | -------------------------------------------- |
| Atlanta 1996                                     | Nathalie Even-Lancien                            | Ingrid Haringa                               | Lucy Tyler-Sharman                           |
| Sydney 2000                                      | Antonella Bellutti                               | Leontien van Moorsel                         | Ol'ga Sljusareva                             |
| Atene 2004                                       | Ol'ga Sljusareva                                 | Belem Guerrero                               | María Luisa Calle                            |
| Pechino 2008                                     | Marianne Vos                                     | Yoanka González                              | Leire Olaberría                              |
| Atleta meglio premiato: Ol'ga Sljusareva (1/0/1) | Atleta meglio premiato: Ol'ga Sljusareva (1/0/1) | Nazione meglio premiata: Paesi Bassi (1/2/0) | Nazione meglio premiata: Paesi Bassi (1/2/0) |

### Mountain bike

#### Cross-country
| Edizione                                    | Oro                                         | Argento                                           | Bronzo                                            |
| ------------------------------------------- | ------------------------------------------- | ------------------------------------------------- | ------------------------------------------------- |
| Atlanta 1996                                | Paola Pezzo                                 | Alison Sydor                                      | Susan DeMattei                                    |
| Sydney 2000                                 | Paola Pezzo                                 | Barbara Blatter                                   | Marga Fullana                                     |
| Atene 2004                                  | Gunn Rita Dahle                             | Marie-Hélène Prémont                              | Sabine Spitz                                      |
| Pechino 2008                                | Sabine Spitz                                | Maja Włoszczowska                                 | Irina Kalent'eva                                  |
| Londra 2012                                 | Julie Bresset                               | Sabine Spitz                                      | Georgia Gould                                     |
| Rio de Janeiro 2016                         | Jenny Rissveds                              | Maja Włoszczowska                                 | Catharine Pendrel                                 |
| Tokyo 2020                                  | Jolanda Neff                                | Sina Frei                                         | Linda Indergand                                   |
| Parigi 2024                                 | Pauline Ferrand-Prévot                      | Haley Batten                                      | Jenny Rissveds                                    |
| Atleta meglio premiato: Paola Pezzo (2/0/0) | Atleta meglio premiato: Paola Pezzo (2/0/0) | Nazione meglio premiata: Italia e Francia (2/0/0) | Nazione meglio premiata: Italia e Francia (2/0/0) |

### BMX

#### Corsa
| Edizione                                      | Oro                                           | Argento                                   | Bronzo                                    |
| --------------------------------------------- | --------------------------------------------- | ----------------------------------------- | ----------------------------------------- |
| Pechino 2008                                  | Anne-Caroline Chausson                        | Laëtitia Le Corguillé                     | Jill Kintner                              |
| Londra 2012                                   | Mariana Pajón                                 | Sarah Walker                              | Laura Smulders                            |
| Rio de Janeiro 2016                           | Mariana Pajón                                 | Alise Post                                | Stefany Hernández                         |
| Tokyo 2020                                    | Beth Shriever                                 | Mariana Pajón                             | Merel Smulders                            |
| Parigi 2024                                   | Saya Sakakibara                               | Manon Veenstra                            | Zoé Claessens                             |
| Atleta meglio premiato: Mariana Pajón (2/1/0) | Atleta meglio premiato: Mariana Pajón (2/1/0) | Nazione meglio premiata: Colombia (2/1/0) | Nazione meglio premiata: Colombia (2/1/0) |

#### Freestyle
| Edizione                | Oro                     | Argento                  | Bronzo                   |
| ----------------------- | ----------------------- | ------------------------ | ------------------------ |
| Tokyo 2020              | Charlotte Worthington   | Hannah Roberts           | Nikita Ducarroz          |
| Parigi 2024             | Yawen Deng              | Perris Benegas           | Natalya Diehm            |
| Atleta meglio premiato: | Atleta meglio premiato: | Nazione meglio premiata: | Nazione meglio premiata: |